# Arboridia padi
Arboridia padi är en insektsart som beskrevs av Vilbaste 1980. Arboridia padi ingår i släktet Arboridia och familjen dvärgstritar. Inga underarter finns listade i Catalogue of Life.